# Sladić
Sladić (konjed, zelje gospino; lat. Glycyrrhiza), biljni rod iz porodice mahunarki smješten u tribus Glycyrrhizeae, dio potporodice Faboideae
Pripada mu 17 priznatih vrsta zeljastog bilja rasprostranjenih po Euroaziji (Uključujući Hrvatsku), Sjevernoj i Južnoj Americi, sjevernoj Africi i Australiji. U Hrvatskoj su prisutne dvije vrste, čekinjasti i glatki sladić ili Slatki korijen.

## Vrste
1. Glycyrrhiza acanthocarpa (Lindl.) J.M.Black
2. Glycyrrhiza aspera Pall.
3. Glycyrrhiza astragalina Gillies ex Hook. & Arn.
4. Glycyrrhiza asymmetrica Hub.-Mor.
5. Glycyrrhiza bucharica Regel
6. Glycyrrhiza echinata L.
7. Glycyrrhiza foetida Desf.
8. Glycyrrhiza glabra L.
9. Glycyrrhiza gontscharovii Maslenn.
10. Glycyrrhiza inflata Batalin
11. Glycyrrhiza lepidota Pursh
12. Glycyrrhiza pallidiflora Maxim.
13. Glycyrrhiza squamulosa Franch.
14. Glycyrrhiza triphylla Fisch. & C.A.Mey.
15. Glycyrrhiza uralensis Fisch. ex DC.
16. Glycyrrhiza yunnanensis S.H.Cheng & L.K.Tai ex P.C.Li
17. Glycyrrhiza zaissanica Serg.

## Sinonimi
- Clidanthera R.Br.
- Liquiritia Medik.
- Meristotropis Fisch. & C.A.Mey.